# Ратнер, Илья Исидорович
Илья Исидорович Ратнер (1874, Санкт-Петербург — ?) — российский предприниматель, потомственный почётный гражданин.

## Биография
Родился в 1874 году в Санкт-Петербурге в еврейской купеческой семье — могилёвского купца 1-й гильдии, строительного подрядчика и потомственного почётного гражданина Израиля Ильича Ратнера (1830—1896).
После смерти отца, в 1897 году Илья Ратнер унаследовал его банковскую контору, которую возглавила его мать Богдана Ароновна Ратнер. Его брат — инженер-строитель Павел Исидорович Ратнер (1858—?), действительный статский советник, состоял ответственным агентом германского акционерного общества «Гелиос в Кёльне» и учредителем акционерного Петербургского общества электрических сооружений.
В 1906 году, после смерти своего тестя, соучредителя конфетно-бисквитного и макаронного производства Акционерного общества «Блигкен и Робинсон» Макса Романовича Робинсона (1849—1906), вышел на первый план в руководстве этим торговым домом. Его жена, Эмма Максовна Робинсон, была в числе наследников торгового дома «Бликген и Робинсон» (совместно со своей матерью Юдифью Григорьевной Робинсон, братьями Львом, Михаилом и Романом, сестрой Розой Гессе). Одновременно занимал должность директора Петербургского общества электропередач силы водопадов.
В качестве главы кондитерской фирмы «Бликген и Робинсон» приступил к развёртыванию сети специализированных кондитерских магазинов, открыл многочисленные магазины в Петербурге: на Невском проспекте, 32, 46, 96 и 134, Английском проспекте, 40, Васильевском острове, угол 5-й линии и Университетской набережной, 2—19, Садовой улице, 38, Загородном проспекте, 1 и 12, Лиговской улице, 52, Большом проспекте Петроградской стороны, 29, Литейном проспекте, 51, Суворовском проспекте, 13, Вознесенском проспекте, 15, Забалканском проспекте, 40, в Апраксином дворе, во Фруктовом ряду, № 13—14, на Екатерингофском проспекте, 40, и Большеохтинском проспекте, 78; имелись также по два магазина в Москве и Риге, и магазин в Кронштадте. Позже он открыл лесопильный завод для производства упаковочной тары. В 1911 году Ратнер преобразовал торговый дом в Акционерное общество шоколадной, бисквитной, конфетной и макаронной паровых фабрик «Блигкен и Робинсон», которое открыло свою деятельность в январе 1912 года с капиталом 1,6 млн рублей (16 000 акций по 100 руб.). И. И. Ратнер был избран его директором-распорядителем. На производстве в обществе было занято 800 рабочих (1912), его фабрики занимались изготовлением бисквитов, шоколада, карамели, монпансье, мармелада, халвы, пряников, сухого детского питания, конфет, макарон, драже, праздничных пасхальных и новогодних наборов, сувенирных коробок, бонбоньерок.
Жил в доме № 52 по Лиговской улице, владел также домами № 124 и 126 по Боровой улице, № 34 по 7-й линии Васильевского острова.
Дата и место смерти неизвестны.